# صادق‌آباد (جهرم)
صادق‌آباد نام روستایی از توابع بخش مرکزی شهرستان جهرم در استان فارس است. این روستا با ۸۵۹ نفر (۲۴۲ خانوار) جمعیت، پر جمعیت‌ترین روستای بخش مرکزی و ششمین روستای پر جمعیت شهرستان جهرم به شمار می‌رود.